# Feignies
Feignies és un municipi francès, situat a la regió dels Alts de França, al departament del Nord. L'any 2005 tenia 7.202 habitants.

## Demografia
| 1962                                       | 1968  | 1975  | 1982  | 1990  | 1999  |
| ------------------------------------------ | ----- | ----- | ----- | ----- | ----- |
| 6.469                                      | 6.666 | 7.147 | 6.910 | 7.269 | 7.183 |
| Des de 1962: població sense dobles comptes |       |       |       |       |       |

## Història
Feignies formava part del territori dels nervis. Fou possessió dels reis francs sota el regnat de Clodoveu I i fou adscrit al regne d'Austràsia. Al segle ix, les invasions dels normands sembraren la desolació a la regió. Després formà part del comtat d'Hainaut (senyories d'Oudenaarde i Rozoit), fins que en el segle xiv fou entregada al comtat de Flandes.
Passà a poder de Carles V del Sacre Imperi Romanogermànic, qui la va donar al senyor de Senzeilles, virrei de Nàpols, i el 1545 el duc d'Aarschot. Després passà al duc de Croÿ i d'Orléans. Pel Tractat de Nimega (1678) fou entregada al Regne de França amb tot el comtat d'Hainaut. El 1790 fou capital del districte de Quesnoy i finalment adscrita al cantó de Bavay.

## Administració
| Període | Identitat   | Partit |
| ------- | ----------- | ------ |
| 1977-   | Jean Jarosz | PCF    |

## Agermanaments
- Bernissart
- Keyworth